# Антонов Олександр Степанович
Антонов Олександр Степанович (рос. Антонов Александр Степанович; 26 липня (7 серпня) 1889, Москва — 24 липня 1922, с. Нижній Шибряй Тамбовської губернії) — один з керівників селянського повстання в Тамбовській губернії в 1920–1921.

## Біографія
Антонов був третьою дитиною в небагатій родині відставного фельдфебеля і швачки. У 90-х рр.. сім'я переїхала в м. Кірсанов Тамбовської губернії. У 1905 Антонов мав закінчити Кірсанівське міське трикласне училище, де вивчали російську мову, арифметику з геометрією і закон Божий, але, будучи недурною людиною, чомусь погано навчався і чи закінчив курс, невідомо.

## Революційна діяльність
У 1905 — 1907 зблизився з есерами, брав участь у експропріаціях і вже на початку 1908 розшукувався поліцією. На станції Інжавіно захопив касу, про що стало відомо владі, а потім приїхав до Саратова, де погодився вбити генерал-лейтенанта О. Г. Сандецького, засудженого есерами до смерті за жорстоке придушення селянського руху на Поволжі під час революції 1905—1907. Про замах, що готується проінформував поліцію Є. Ф. Азеф, і в лютому 1909 Антонов був заарештований. Він постав перед Тимчасовим військовим судом в м. Тамбові і був засуджений до повішення, але П. А. Столипін замінив смертний вирок каторжними роботами «без терміну». Після двох невдалих спроб втечі Антонов в 1910 був відправлений до Шліссельбурзької фортеці. Був амністований у березні 1917 після Лютневої революції.
Повернувся в Тамбов і з квітня став працювати молодшим помічником начальника міської міліції, а потім начальником Кірсанівської повітової міліції. Йому лише з сотнею міліціонерів вдалося помітно стримати злочинність на території 6 тис. км² із 350 тис. жителів, роззброїти кілька ешелонів чехословацького експедиційного корпусу, який прямував на схід, за що Антонов був нагороджений маузером. Комуністи намагалися поставити на керівні пости більшовиків, усуваючи представників інших партій. Чекістами були сфабриковані докази контрреволюційного заколоту есерів, який, начебто, готувався.

## Тамбовське повстання
У липні 1918, коли Антонов був відсутній, його помічники були схоплені і розстріляні. Дізнавшись про те, що трапилося, Антонов відправився до Самари, де збирався боротися з більшовиками в Народній армії Комітету членів Установчих зборів (Комуч), але останній переїхав до Уфи, потім в Єкатеринбург і був розігнаний О. В. Колчаком. Після 3-місячного безцільного ходіння по охопленій громадянською війною Поволжю Антонов таємно повернувся в Кірсанівський повіт. Але напередодні його повернення почалися стихійні селянські виступи, викликані грабунками продзагонів і свавіллям місцевої влади. Місцеві комуністи оголосили Антонова керівником повсталих і заочно засудили до смерті. Наприкінці 1918 — початку 1919 Антонов зібрав бойову дружину, що складалася з 10 — 15 чоловік, і розправився з комуністами, що хотіли привести смертний вирок у виконання. Поряд з терором здійснював експропріації, і до літа 1919 Антонов мав 150 добре навчених і екіпірованих людей. 21 серпня селяни с. Кам'янка розгромили продзагін. Їх підтримав Антонов. Так почалася «антоновщина», — на думку біографа Антонова, «остання селянська війна в Росії». До 1920 Антонов, подолавши партизанщину, створив близько 20 повстанських полків, організованих у дві армії (близько 50 тис. чоловік). У листівці Антонов писав:
|  | Я все своє життя присвятив боротьбі з узурпаторами народної влади і буду боротися з ними до кінця. Не для того була вирвана влада з рук царських катів, щоб передати її в руки купки катів-комуністів. Влада повинна бути передана народу … |

У лютому 1921 повстання досягло апогею, але після скасування ненависної селянам продрозверстки пішло на спад. До літа чекісти стали брати заручників і розстрілювати їх в разі невидачі селянами зброї та антонівців. Як і завжди, в громадянській війні жорстокості були з обох сторін. Для розгрому Антонова використовувалися війська під командуванням М. М. Тухачевського. Велика роль у розгромі Антонова належала також В. О. Антонову-Овсієнку. Ці, безперечно, видатні більшовицькі полководці за 20 років до фашистів застосовували для боротьби з власним народом такі засоби, як: розстріл заручників, хімічна зброя та концентраційні табори. Проти майже неозброєних повстанців були кинуті величезні сили: 120 тисяч біців (з тилами), 63 гармати, 463 кулемети, 4 бронепотяги, 6 бронеавтомобілей, 8 літаків. До літа 1921 повстання було ліквідовано. Антонов був вистежений чекістами і загинув у перестрілці разом з братом Дмитром 24 липня 1922.

## Тезка
За іронією долі в подіях, пов'язаних з Тамбовським повстанням брав безпосередню участь повний тезка Антонова — Антонов Олександр Степанович (1889—1919) — чекіст, розстріляний повстанцями у 1919.